# Spielmannsholz
Spielmannsholz ist ein Weiler der Ortsgemeinden Üttfeld und Kesfeld im Eifelkreis Bitburg-Prüm in Rheinland-Pfalz.

## Geographische Lage
Spielmannsholz liegt rund 2,3 km nördlich von Üttfeld und rund 1,8 km östlich von Kesfeld auf einer Hochebene. Es handelt sich um eine Streusiedlung, die aus einigen einzelnen Gehöften besteht. Der Weiler erstreckt sich auf einer Länge von rund 1,5 km. Der nördliche Teil sowie die Bebauung westlich der Landesstraße 9 bis auf Höhe des Weilers Dromigt befinden sich auf der Gemarkung von Kesfeld, der südliche Teil sowie die Bebauung östlich der L 9 befinden sich auf der Gemarkung Üttfelds. Umgeben ist Spielmannsholz hauptsächlich von landwirtschaftlichen Nutzflächen sowie einem Waldgebiet im Osten. Östlich des Weilers fließt der Waldbierbach.

## Geschichte
Zur genauen Entstehungsgeschichte des Weilers liegen keine Angaben vor. Die Ansiedlung ist noch heute landwirtschaftlich geprägt und vermutlich aus einem solchen Anwesen hervorgegangen. Kern des Weilers ist ein großer landwirtschaftlicher Nutzbetrieb.

## Kultur und Sehenswürdigkeiten

### Bunkeranlagen
In Spielmannsholz und Umgebung befinden sich mehrere Bunkeranlagen unterschiedlichen Typs des ehemaligen Westwalls.

### Naherholung
Die Ortsgemeinde Üttfeld ist für ihre Lage inmitten der naturbelassenen Landschaft sowie für die aufgelockerte Siedlungsform bekannt. Es gibt Möglichkeiten zum Wandern im Hauptort sowie einige Angebote für Urlauber. Nennenswert ist auch die ehemalige Bahnstrecke der Westeifelbahn, die heute teilweise als Fahrradweg dient.

## Wirtschaft und Infrastruktur

### Unternehmen
Im Weiler ist ein größerer landwirtschaftlicher Nutzbetrieb ansässig.

### Verkehr
Es existiert eine regelmäßige Busverbindung.
Spielmannsholz ist durch die Landesstraße 9 von Üttfeld in Richtung Heckhuscheid erschlossen.